# Muang Nongbôk
Muang Nongbôk är ett distrikt i Laos.   Det ligger i provinsen Khammuan, i den centrala delen av landet, 260 km öster om huvudstaden Vientiane.